# إدارة سان ميغيل
إدارة سان ميغيل هي إدارة في السلفادور، بلغ عدد سكانها 546٬022 نسمة، في 2006، عاصمتها سان ميغيل، تبلغ مساحتها 2٬077٫1 كيلومتر مربع.

## أعلام
- ميغيل ألفاريز كاسترو